# Servei de Publicacions de la Universitat Autònoma de Barcelona
El Servei de Publicacions de la Universitat Autònoma de Barcelona neix el 1979. Com a editorial universitària, la seva activitat està centrada en el suport a la docència mitjançant la publicació de materials didàctics dirigits a les titulacions impartides a la mateixa Universitat Autònoma de Barcelona (UAB), en la contribució a la difusió de l'activitat científicotècnica, a través de la publicació de llibres, revistes científiques i tesis doctorals, així com en la promoció dels vincles i les transferències del coneixement entre la universitat i la societat, a través de la publicació de diverses obres de caràcter cultural. Les principals línies de treball del Servei de Publicacions estan centrades en promoure la publicació de llibres en format electrònic i en impulsar el llançament de noves col·leccions de caràcter divulgatiu.
El Servei de Publicacions de la UAB col·labora amb les entitats del sector editorial que agrupen les editorials universitàries tant en l'àmbit estatal: Unión de Editoriales Universitarias Españolas (UNE), com en el de la llengua catalana: Grup de Treball de Publicacions de la Xarxa Vives d’Universitats, amb la biblioteca digital e-buc. Col·labora amb Public Knowledge Project (PKP) per a la promoció de programari d'accés obert per la millora de la qualitat i la difusió de les publicacions científiques i acadèmiques.
Alhora, l'editorial coorganitza activitats de difusió i promoció culturals amb institucions de l'esfera territorial de la UAB, com l'Ajuntament de Cerdanyola del Vallès, l'Associació Gabriel Ferrater o l'Ajuntament de Sant Cugat del Vallès.